# Cryptoconchus oliveri
Cryptoconchus oliveri är en blötdjursart som beskrevs av Samuel Heinrich Schwabe 2004. Cryptoconchus oliveri ingår i släktet Cryptoconchus och familjen Acanthochitonidae. Inga underarter finns listade i Catalogue of Life.